# Morderstwa i tajemnice
Morderstwa i tajemnice (ang. Murder Mysteries) – komiks autorstwa P. Craiga Russella na podstawie opowiadania Neila Gaimana. Ukazał się w 2002 roku nakładem Dark Horse Comics, zaś po polsku w 2003 roku wydał go Egmont Polska. Oryginalne opowiadanie można znaleźć w zbiorze Dym i lustra.

## Fabuła
Opowieść o najstarszym zabójstwie świata. W Niebie, którego społeczeństwo zajęte jest tworzeniem świata, dochodzi do zbrodni. Lucyfer zleca archaniołowi Raguelowi odnalezienie winnego. Historia przenosi się do XX-wiecznego Los Angeles.